# Tlacuatzin canescens
Tlacuatzin canescens är ett däggdjur i familjen pungråttor som förekommer i Mexiko och den enda arten i sitt släkte.

## Beskrivning
Artens utbredningsområde sträcker sig över västra och södra Mexiko från delstaten Sonora till Yucatánhalvön. Den förekommer även på Islas Marias. Berättelser om fynd i Guatemala är inte bekräftade. Habitatet utgörs av mycket torra buskmarker och skogar i låglandet och upp till 1 200 meter höga bergstrakter.
Den vistas på marken och klättrar i växtligheten. Födan utgörs av insekter, fikon och möjligen andra frukter. Denna pungråtta bygger bon av växtdelar eller övertar bon som lämnads av andra djur. Parningstiden pågick i västra Mexiko från augusti till oktober. Per kull föddes 8 till 13 ungar.
Längduppgifterna för släktet dvärgpungråttor (se nedan) är 8 till 19 cm för huvudet och bålen, 12 till 23 cm för svansen. Vikten varierar mellan 15 och 130 gram. Storleken för Tlacuatzin canescens borde ligga inom dessa värden.
Huvudet kännetecknas av nakna och tunna öron samt av mörka ringar kring ögonen. Arten har även en naken svans som kan användas som gripverktyg. Svansen har liksom fötterna en brun till rosa färg. Tlacuatzin canescens har en motsättlig tumme som saknar klo. Arten tillhör pungdjuren men honor saknar pung (marsupium). På honans undersida förekommer upp till 15 spenar. Artens tandformel är I 5/4, C 1/1, P 3/3, M 4/4, alltså 50 tänder i hela tanduppsättningen.
I djurets utbredningsområde pågår skogsavverkningar men IUCN betraktar beståndet som stabilt och listar arten som livskraftig (LC).

## Systematik
Arten räknades ursprungligen till släktet dvärgpungråttor (Marmosa). Den flyttades 2003 på grund av skillnader i skallens samt tändernas konstruktion och då den har ett annat antal kromosomer till ett eget släkte.